# NGC 1524
NGC 1524 je galaksija u zviježđu Eridanu.

## Vanjske poveznice
- SEDS: NGC 1524